# Amer al-Barkawi
Amer „Miracle-“ al-Barkawi (arabisch عامر البرقاوي, DMG ʿĀmir al-Barqāwī, * 20. Juni 1997) ist ein jordanisch-polnischer E-Sportler, der für Nigma Galaxy in der Disziplin Dota 2 antritt und mit Team Liquid The International 2017 gewonnen hat. Mit mehr als 4.800.000 US-Dollar erspielten Preisgeldern gehört Al-Barkawi zu den zehn erfolgreichsten E-Sportlern nach Preisgeld.

## Karriere
Erste Erfahrungen im professionellen E-Sport sammelte al-Barkawi 2015, als er für das europäische Team Balkan Bears antrat. Mit dem Team konnte er noch keine großen Erfolge erzielen und wurde nur drei Monate später aus dem Team entfernt. Al-Barkawi wurde von dem nach The International 2015 gegründeten Team (monkey) Business unter Vertrag genommen, dass im Oktober zu OG umfirmiert wurde. Mit OG konnte er das erste von Valve gesponserte Major Turnier, das Frankfurt Major 2015 gewinnen und erspielte sich einen Anteil am Preisgeld von 222.000 US-Dollar. Im folgenden Jahr konnte sich al-Barkawi ebenfalls den Sieg beim Manila Major 2016 sichern, sodass OG als einer der Favoriten bei The International 2016 antrat. Nachdem sie das Turnier auf dem 9. – 12. Platz abschlossen, verließ er das Team und trat Team Liquid bei. Nach mehreren Turniersiegen in der ersten Jahreshälfte von 2017 nahm al-Barkawi erneut als Favorit an The International 2017 teil und konnte dieses Mal der Rolle gerecht werden. Durch den Sieg bei dem zu diesem Zeitpunkt höchstdotierten E-Sport-Turnier erspielte er mehr als 2.100.000 US-Dollar Preisgeld. Bis September 2019 gewann al-Barkawi mit Team Liquid dreizehn Turniere und schloss die folgenden Ausgaben von The International auf dem vierten und zweiten Platz ab, wodurch er in seiner Zeit bei diesem Team über 4.000.000 US-Dollar Preisgeld gewinnen konnte. Im November 2019 wurde bekanntgegeben, dass al-Barkawi und seiner Mitspieler Team Liquid verlassen und eine eigene Organisation gründen werden. Mit Team Nigma konnte er 2020 bei drei Turnieren den ersten Platz erreichen, verpasste jedoch die Qualifikation zu The International 10. Im Dezember 2022 kündigte er an, sich aufgrund von gesundheitlichen Problemen bis auf Weiteres aus der Wettkampfszene zurückzuziehen. Seit Ende 2023 ist er wieder aktives Mitglied von Nigma Galaxy.

## Erfolge (Auswahl)
| Datum     | Platz    | Turnier                | Preisgeld |
| --------- | -------- | ---------------------- | --------- |
| Nov. 2015 | 1.       | Frankfurt Major 2015   | 222.000 $ |
| Juni 2016 | 1.       | Manila Major 2016      | 222.000 $ |
| Juni 2016 | 1.       | ESL One Frankfurt 2016 | 031.374 $ |
| Aug. 2016 | 9. – 12. | The International 2016 | 062.311 $ |

| Datum     | Platz | Turnier                     | Preisgeld   |
| --------- | ----- | --------------------------- | ----------- |
| Juni 2017 | 1.    | EPICENTER 2017              | 050.000 $   |
| Aug. 2017 | 1.    | The International 2017      | 2.172.536 $ |
| Juni 2018 | 1.    | China Dota2 Supermajor 2018 | 0111.000 $  |
| Aug. 2018 | 4.    | The International 2018      | 0357.450 $  |
| Aug. 2019 | 2.    | The International 2019      | 0892.581 $  |

| Datum     | Platz | Turnier                                | Preisgeld |
| --------- | ----- | -------------------------------------- | --------- |
| Jan. 2020 | 1.    | WePlay! Bukovel Minor 2020             | 14.400 $  |
| Feb. 2020 | 1.    | WePlay! Dota 2 Tug of War: Mad Moon    | 26.000 $  |
| Juli 2020 | 1.    | OGA Dota Pit 2020 Season 2: Europe CIS | 14.174 $  |